# Dwogmarsch
Die Dwogmarsch ist ein Marschboden, der vor allem in den Altmarschen vorkommt. Im Profil dieses Bodens befindet sich mindestens ein sogenannter Dwog, also eine ehemalige Geländeoberfläche, die vom Meer mit weiteren Sedimenten bedeckt wurde. In der Deutschen Bodensystematik wird der Bodentyp der Abteilung der semiterrestrischen Böden der Klasse M (Marschen) zugeordnet. Seine Abkürzung lautet MD.

## Entstehung und Verbreitung
Dwogmarschen finden sich nur in den Marschen und treten vor allem in den Altmarschen auf. Es sind holozäne Sedimentationsgebiete der Meere. Weltweit sind Marschflächen relativ selten. Das mit Abstand größte zusammenhängende Gebiet liegt an der Nordsee zwischen Belgien und Dänemark.
Fällt ehemaliger Meeresboden dauerhaft trocken, so bilden sich in gemäßigtem Klima Marschböden, die eine bewachsene, humose Oberfläche haben. Während der letzten Jahrtausende des Holozäns kam es zu einer mehr oder weniger kontinuierlichen Erhöhung des Meeresspiegels, die bis heute anhält. Aber obwohl die Küstenverläufe durch Sturmfluten und Erosion ständig variieren, müssen alte Marschen nicht zwangsläufig vom ansteigenden Meer überflutet werden.
Im Meer und vor allem in den Gezeitenströmen werden enorme Sedimentfrachten bewegt. Bei Sturmfluten bewegen sich die Wellen weiter, als durchschnittlich. Dort, wo sie auslaufen, kommt es wegen der schlagartig abnehmenden Wasserbewegung zu Ablagerungen, weshalb das Gebiet unmittelbar an der Küstenlinie in der Regel leicht erhöht ist. Sofern die Erosion der Sturmfluten nicht wie beim Dollart oder Jadebusen zu Meeresvorstößen geführt hat, sind die alten Küsten auf diese Weise parallel mit dem Meeresspiegel angestiegen. Da Marschböden außerdem mit der Zeit leicht absacken, liegen alte Marschflächen heute oft deutlich unterhalb des jetzigen Meeresspiegels. Sie werden auch als Sietland bezeichnet.
Bei besonders starken Sturmfluten überfließen die Wellen die höher gelegene Küste. Mit dem Meerwasser werden große Sedimentmengen ins Inland transportiert, die sich dort ablagern. Dieser Vorgang wiederholte sich vor der Eindeichung der Küsten regelmäßig. Erfolgten mehrere Sturmfluten in enger zeitlicher Folge oder kam es zu einer besonders starken Sedimentation, so wurden bereits entwickelte Marschen von neuen mächtigen Sedimentationspaketen bedeckt. Die überlagerten Oberböden sind bis heute als dunkle (humose) Bänder deutlich im Bodenprofil sichtbar und werden als Dwog bezeichnet. Sie stellen eine sedimentationsbedingte Störung des Bodenprofils dar.
Durch eine Eindeichung wird die Sedimentation im Inland vollständig unterbunden, so dass sich, außer im Falle eines Deichbruchs, keine neuen Dwogmarschen mehr ausbilden können.

## Horizontierung
Eine Marsch ist nach KA5 eine Dwogmarsch, wenn sie zwei Bedingungen erfüllt: Zum einen muss die Mächtigkeit der Gezeitensedimente mindestens 70 cm betragen. Zum anderen muss das Profil aus zwei verschiedenen Schichten bestehen (Zweischichtprofil), mit dem Schichtwechsel in den obersten 40 cm. Die Störung ist in aller Regel der namensgebende Dwog-Horizont, der eine Mächtigkeit von über 5 cm haben muss. Durch die beiden Bedingungen wird festgelegt, dass nicht nur eine ehemalige Oberfläche mit Meeressedimenten überlagert wurde. Die alte Oberfläche muss ebenfalls eine Marsch gewesen sein.
In der internationalen Bodenklassifikation World Reference Base for Soil Resources (WRB) werden Marschen nicht eigens unterschieden. Sie gehören dort zu anderen wasserbeeinflussten Bodengruppen. Die Dwogmarschen werden alle der Referenzbodengruppe der Gleysole zugewiesen. Möglich sind die Principal Qualifier Stagnic, Dystric und Eutric.
Wegen der Profilstörung weisen Dwogmarschen vergleichsweise viele Horizonten auf (sechs). Zur Vereinfachung sollte beachtet werden, dass Marschen allgemein die folgende Horizontreihenfolge aufweisen: Ah/Go/Gr; also Oberboden / belüfteter Grundwasserbereich / unbelüfteter Grundwasserbereich. Dies ist, wenn von der Störung abgesehen wird, auch bei Dwogmarschen der Fall.
Horizontierung: Ah/Sw/IIfAh°Sd/fGo°Sd/Go/Gr
Die ersten beiden Horizonte sind jüngere Sedimente, die auf der alten Oberfläche abgelagert wurden. Sie bilden die erste Schicht im Profil.
- Ah – Der Oberboden ('A') ist humos ('h') und daher braun bis schwarz.

- Sw – Weil der Dwog stauend wirkt, ist der Bereich unmittelbar oberhalb des dritten Horizonts stauwasserbeeinflusst ('S'). Es kommt allerdings noch zur Belüftung, so dass der Horizont wasserleitend ('w') ist. Er zeigt Anzeichen der Pseudovergleyung.

Auf diese beiden Horizonte folgt die zweite Schicht der älteren, überlagerten Sedimente. Die Horizonte fAh und fGo sind die Dwöge.
- IIfAh°Sd – Der dritte Horizont stellt den Schichtwechsel ('II') dar. Er ist der von jüngeren Sedimenten überdeckte, fossile ('f') Oberbodenhorizont ('Ah'). Der fAh wird auch Humusdwog genannt. Der in ihm vorhandene Humus färbt ihn dunkel, weshalb er im Profil wie ein schwarzes Band erscheint. Wegen des Schichtwechsels ist er eine Profilstörung und behindert die Versickerung des Regenwassers. Er ist daher dicht ('d') und ruft Staunässe ('S') hervor. Das '°' weist darauf hin, dass der fAh die Ursache für den Sd ist.

- fGo°Sd – Auf den fossilen Oberboden folgt der fossile Unterboden (fGo). Dabei steht 'G' für den Grundwassereinfluss und 'o' für oxidierend (luftversorgt). Der fGo wird auch Eisendwog genannt, was auf erhöhte Eisengehalte deutet. Er ist ebenfalls dicht ('d') und ruft Staunässe ('S') hervor. Das '°' weist darauf hin, dass der fGo die Ursache für den Sd ist.

- Go – Unter den von Stauwasser beeinflussten Horizonten folgt der in allen Marschen vorliegende, reine Grundwassereinflussbereich ('G'). Die oberen Bereiche sind dabei noch luftversorgt (oxidierend; 'o'). Rotbraune Rostflecken weisen auf Prozesse der Vergleyung hin.

- Gr – Bis zum pleistozänen Untergrund schließt sich ein weiterer grundwasserbeeinflusster Horizont ('G') an, in dem reduktive Prozesse ('r') dominieren. Die dunkle, nahezu schwarze Farbe entsteht durch das hier in großen Mengen vorliegende Eisensulfid. Wegen des hohen Alters der Dwogmarschen ist der unbelüftete Bereich oft erst in großen Tiefen zu finden.

Hinweise:
Dwöge sind diagnostische Horizonte, die zwingend zur Dwogmarsch führen. Neben dem eigentlichen Dwog können manchmal auch verdichtete Horizonte (kf < 10 cm/d) zur Ansprache als Dwogmarsch führen. Liegt kein Dwog, sondern nur ein verdichteter Horizont vor, sollte zuerst eine Einordnung zum Bodentyp der Knickmarsch erwogen werden.
In Marschen steht Grundwasser verbreitet bis nah an der Oberfläche an. In diesen Fällen ist die erste Schicht nicht nur von Staunässe, sondern auch von Grundwasser beeinflusst. Der zweite Horizont wird dann als Sw-Go bzw. Go-Sw bezeichnet.
Nicht jede Dwogmarsch beinhaltet einen Humusdwog (fAh) und einen Eisendwog (fGo), denn es ist auch möglich, dass fAh oder fGo alleine vorliegen. Im ersten Fall entfällt der fGo°Sd. Im zweiten Fall entfällt der IIfAh°Sd und der fGo°Sd muss in IIfGo°Sd umbenannt werden.

## Eigenschaften
Dwogmarschen liegen vorherrschend im Bereich der Altmarschen. Deshalb sind sie bereits stark entkalkt und ausgewaschen. Ihre Nährstoffverfügbarkeit ist daher deutlich unter der der Jungmarschen. Als zusätzliche Schwierigkeit müssen die Wasserverhältnisse genannt werden. Die tiefe Lage – oft unterhalb des Meeresspiegels – erfordert eine beständige Entwässerung. Der Dwog sorgt dafür, dass neben der Grundwasserproblematik auch noch Staunässe dazukommt.

## Nutzung
Vor allem auf Grund der Wasserverhältnisse werden Dwogmarschen fast ausschließlich als Grünland genutzt. Für eine Bewirtschaftung muss immer eine funktionsfähige, enge Drainage betrieben werden, die mindestens den Dwog durchstößt. Da sich dieser Horizont in den ersten 40 cm des Bodens befindet, ergeben sich Entwässerungsgräben von eher geringer Tiefe. Der Aushub der in einem Abstand von etwa 7 m liegenden Gräben wird oft zwischen diese geworfen, um die Entwässerung einiger Wiesenbereiche zu verbessern. Dadurch wird die Oberfläche wellig. Diese Bewirtschaftung sorgte für die in vielen Marschen Nordwestdeutschlands charakteristischen, buckeligen Grünlandflächen.